# Poortwachter (tramhalte)
Poortwachter is een tramhalte van de Amsterdamse tram en voorheen sneltramhalte van de Amsterdamse metro in Amstelveen vernoemd naar de kruisende gelijknamige straat die is vernoemd naar het beroep poortwachter.Van 1990 tot 2019 stopte hier sneltram 51 en tot 2004 was het eindpunt. De halte is op 13 december 2020 heropend voor de tramlijn 25 (Amsteltram).
De halte heeft een eilandperron en was tot 13 september 2004 het eindpunt van metrolijn 51 van Amsterdam Centraal naar Amstelveen. Per die datum werd de verlenging van metrolijn 51 naar Amstelveen Westwijk in gebruik genomen. Bij deze verlenging is in het dijklichaam onder de Bovenkerkerweg een coupure aangebracht.
Er bestaat een overstapmogelijkheid op een aantal buslijnen van Connexxion: bus 178 richting Amsterdam Zuid of bus N47 richting Uithoorn Busstation of Amsterdam Centraal.

## Verbouwing
Halte Poortwachter is na de vernieuwing van de Amstelveenlijn tussen voorjaar 2019 en najaar 2020 weer in gebruik genomen.

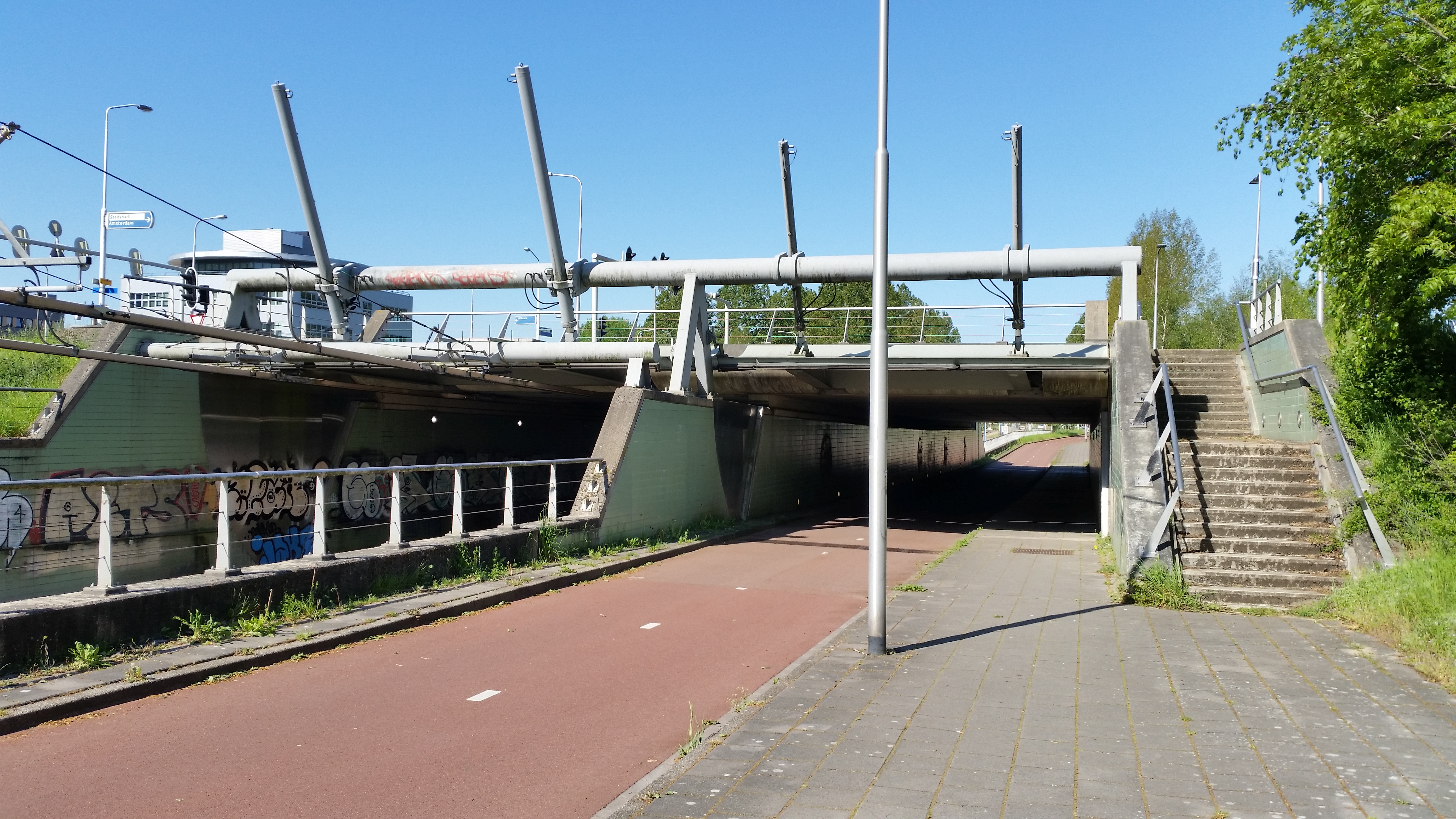
Stellage van de coupure in het viaduct (mei 2020)

Centraal Station (NS) ·
Nieuwmarkt ·
Waterlooplein ·
Weesperplein ·
Wibautstraat ·
Amstelstation (NS) ·
Spaklerweg ·
Overamstel ·
Station RAI (NS) ·
Station Zuid (NS) ·
De Boelelaan / VU ·
A.J. Ernststraat ·
Van Boshuizenstraat ·
Uilenstede ·
Kronenburg ·
Zonnestein ·
Onderuit ·
Oranjebaan ·
Amstelveen Centrum ·
Ouderkerkerlaan ·
Sportlaan ·
Marne ·
Gondel ·
Meent ·
Brink ·
Poortwachter ·
Spinnerij ·
Sacharovlaan ·
Westwijk